# Словацька інформаційна служба
Слова́цька інформаці́йна слу́жба (словац. Slovenská informačná služba, SIS) — спецслужба Словаччини, створена Володимиром Митро 21 січня 1993 р. після розпаду Чехословаччини.

## Історія
Служба неодноразово опинялася замішана в політичних скандалах. Найбільш гучний скандал стався у серпні 1995 року, коли спецслужбу звинуватили у викраденні сина президента Міхала Ковача, а також у вбивстві свідка у цій справі Роберта Реміаша в квітні 1996 року.

## Завдання
- Контррозвідка.
- Розвідка.
- Збереження секретних документів.
- Боротьба з кібертероризмом.
- Боротьба з організованою злочинністю.

## Керівники
- Владімір Мітро - 21 січня 1993 р. - 23 лютого 1995 р.
- Іван Лекса – 18 квітня 1995 - 27 жовтня 1998 р.
- Рудольф Жіяк – 27 жовтня 1998 р. – 3 листопаду 1998 р.
- Владімір Мітро – 3 листопаду 1998 р. – 31 березня 2003 р.
- Ладіслав Пітнер – 4 квітня 2003 р. – 26 липня 2006 р.
- Йозеф Магала – 27 липня 2006 р. – 25 серпня 2010 р.
- Кароль Мітрік – 26 серпня 2010 р. – 3 травня 2012 р.
- Ян Валко – від 3 травня 2012 р.